# Båndstation
En båndstation eller magnetbåndstation er en maskine, hvor data, som oftest i digital form, kan lagres på magnetbånd. Båndstationer er ofte kobles til en computer, men kan også kobles på dataregistreringsudstyr i stedet for, f.eks. et tastatur eller måleapparat. Båndet kan så senere indlæses og behandles på en computer.

## Historisk
De første computere modtog deres input i form af hulkort (IBM fremstillede hulkortmaskiner før de begyndte at fremstille computere) eller hulstrimler (Konrad Zuses computer Z3 læste hulstrimler baseret på 35 mm filmstrimler). Disse medier var langsomme og voluminøse. Man begyndte derfor hurtigt at lagre data på magnetbånd, både inddata og uddata. Ofte blev data i første omgang registreret på hulkort og derefter konverteret til magnetbånd for at udnytte computerens store hastighed bedre. Tilsvarende kunne udskriftsdata skrives til magnetbånd og derpå udskrives på papir. Også egentlige registre kunne lagres på bånd og ajourføres sekventielt, hvis inddata til opdateringen var sorteret i den rigtige rækkefølge. 
Der anvendtes store og brede spolebånd med en bredde på en halv tomme, 12,65 mm, hvor data var lagret parallelt i 8 spor (IBM anvendte først 7 spor hvoraf det ene var paritet), et tegn ved siden af det næste. Data var organiseret i felter, poster og blokke (grupper af poster, der kunne indlæses i et hug). Indlæsningen af data skete med hurtige starter og standsninger af båndet, blok for blok, men et system med sløjfer, der skulle forhindre ødelæggende ryk i båndet, og en automatik der roterede spolerne, når båndsløjferne (en for hver spole) var under en vis længde, fik spolerne til at bevæge sig i karakteristiske ryk. 
Brugen af magnetbånd til egentlige registre gik efterhånden tilbage til fordel for filer og databaser på harddiske. Ud over en væsentlig hastighedsforhøjelse, muliggjorde det også en direkte tilgang, så opdatering kan ske løbende og uden foregående sortering. Magnetbåndstationer anvendes stadig til backupformål og i situationer, hvor meget store mængder data skal gemmes, da magnetbånd er betydeligt billigere end diske. 
De klassiske spolebånd, der fandtes i forskellige tætheder (antal tegn pr. tomme) er afløst af båndstationer, der anvender forskellige former for båndkassetter. Der findes også båndrobotter, hvor en mekanisme kan udvælge de bånd, der aktuelt skal bruges, fra et bibliotek eller tårn med adskillige bånd. Båndene er mærket med en stregkode for at undgå fejltagelser. Der findes efterhånden særdeles mange typer af bånd og tilsvarende et stort antal forskellige båndstationer, idet der stilles stadig større krav til mængden af data, der skal kunne lagres på et bånd, når der tages backup. Det er muligt at fordele en backup over flere bånd. 

## Båndstationer i populærkulturen
Båndstationerne med de rykvist drejende magnetbånd blev indbegrebet af en computer (de ses ofte spole vildt frem og tilbage), og magnetbåndstationer blev et ofte gentaget element i film og tv-serier, hvor computere spillede en rolle. 